# Assalto alla fortezza
Assalto alla fortezza è un romanzo storico scritto da Bernard Cornwell ed è ambientato durante le guerre di conquista dell'India. Questo libro racconta la storia del sottotenente Richard Sharpe, che nel 1803 si trova ancora in India dopo le battaglie di Seringapatam e Assaye.   
Il romanzo fa parte della serie Le avventure di Richard Sharpe ed è preceduto da Territorio nemico e seguito da L'eroe di Trafalgar.

## Trama
Nel 1803, Richard Sharpe si trova in India come ufficiale promosso sul campo. Non è un buon momento per il sottotenente: i superiori e gli altri ufficiali lo evitano e i sottoposti del battaglione scozzese cui è stato assegnato lo ignorano. L'esercito inglese si trova di fronte i maratti nella regione del Berar e Sharpe partecipa alla battaglia di Argaum. I maratti sconfitti si rifugiano nella fortezza di Gawilghur, dove l'esercito inglese intende porre l'assedio ed espugnare la "fortezza nel cielo". Nel frattempo Sharpe viene relegato come addetto alle salmerie nelle retrovie e scopre una truffa ai danni dell'esercito, ma si fa anche molti nemici che attentano alla sua vita, ma Sharpe è deciso a vendicarsi. Parteciperà all'assalto a Gawilghur in prima linea, perché è proprio dentro la fortezza che i suoi peggiori nemici si sono nascosti ed è qui che compirà la sua vendetta.

## Personaggi in "Assalto alla fortezza"
- Sottotenente Richard Sharpe, protagonista.
- Capitano Torrance, a capo delle salmerie per l'esercito inglese.
- Beny Singh, il killadar di Gawilghur.
- Sergente Hakeswill, vecchia conoscenza di Sharpe e suo acerrimo nemico, qui passato ai maratti.
- Manu Bappu, principe fratello del rajah, comandante dei maratti.
- Colonnello William Dodd, traditore inglese a fianco dei maratti.
- Arthur Wellesley, guida l'esercito inglese durante la spedizione militare in India.
- Ahmed, ragazzino arabo che diventa servo di Sharpe.
- Maggiore Stokes, comandante dell'artiglieria e vecchio amico di Sharpe.
- Clare Wall, vedova serva di Torrance che la chiama in dispregiativo "Brick".

## Edizioni
- Bernard Cornwell, Assalto alla fortezza, traduzione di Lidia Perria, TEA, 2005, ISBN 88-502-0732-8.